# Neorthana
Neorthana là một chi bọ cánh cứng trong họ Chrysomelidae.
Chi này được miêu tả khoa học năm 1996 bởi Medvedev.

## Các loài
Chi này gồm các loài:
- Neorthana fulva Medvedev, 1996